# Noel Purcell
Noel Mary Purcell (Dublin, 16 de novembro de 1891 - 31 de janeiro de 1962) foi um jogador de polo aquático e de rugby irlandês, campeão olímpico.
Noel Mary Purcell fez parte do elenco campeão olímpico de Antuérpia 1920